# Витамины группы B
Витами́ны гру́ппы B — группа водорастворимых витаминов, играющих большую роль в клеточном метаболизме.
Некоторые вещества раньше относились к витаминам группы B, но они являются лишь витаминоподобными веществами либо синтезируются в организме человека.

## Перечень
| Список витаминов группы B | Список витаминов группы B              | Список витаминов группы B                                   | Список витаминов группы B | Список витаминов группы B |
| Буквенное обозначение     | Название                               | Коферментная форма                                          | Функция | Пищевые источники |
| ------------------------- | -------------------------------------- | ----------------------------------------------------------- | --- | --- |
| B1                        | Тиамин                                 | ТДФ (оксидоредуктаз)                                        | Предшественник тиаминпирофосфата, который является коферментом транскетолазы, пируватдегидрогеназы и других ферментов метаболизма углеводов и аминокислот. | Содержится в пищевых дрожжах, оболочках зерен злаковых, в чёрном и белом хлебе из муки грубого помола, в зеленом горошке, в гречневой и овсяной крупе |
| B2                        | Рибофлавин                             | ФАД, ФМН (оксидоредуктаз)                                   | | Содержится в мясных продуктах, куриных яйцах, печени, почках, дрожжах, миндале, грибах, брокколи, белокочанной капусте, гречневой крупе, очищенном рисе, макаронных изделиях, белом хлебе |
| B3, PP                    | Никотиновая кислота                    | НАД, НАДФ (оксидоредуктаз)                                  | | Содержится в ржаном хлебе, ананасе, манго, свёкле, гречке, фасоли, мясе, грибах, печени, почках |
| B5                        | Пантотеновая кислота                   | КоА (оксидоредуктаз)                                        | | Содержится в горохе, дрожжах, фундуке, зелёных листовых овощах, гречневой и овсяной крупах, цветной капусте, чесноке, почках, сердце, цыплятах, яичных желтках, молоке, икре рыб, а также синтезируется в организме кишечной микрофлорой |
| B6                        | Пиридоксин, пиридоксаль и пиридоксамин | Пиридоксаль фосфат (трансфераз, лиаз, изомераз)             | | Содержится в зерновых ростках, в грецких орехах и фундуке, в шпинате, картофеле, моркови, цветной и белокочанной капусте, помидорах, клубнике, черешне, апельсинах и лимонах, крупах и бобовых, мясных и молочных продуктах, рыбе, печени, яйцах, а также синтезируется в организме кишечной микрофлорой                                              |
| B7, H                     | Биотин                                 | Биотин (карбоксилаз)                                        | | В малых количествах биотин содержится во всех продуктах, но больше всего этого витамина содержится в печени, почках, дрожжах, бобовых (соя, арахис), цветной капусте, орехах; в меньшей степени он содержится в томатах, шпинате, яйцах (не сырых), в грибах. Здоровая микрофлора кишечника синтезирует биотин в достаточном для организма количестве |
| B9, Bc, M                 | Фолиевая кислота                       | Тетрагидрофолевая кислота (трансфераз, лиаз, изомераз)      | | Содержится в зелёных овощах с листьями, в некоторых цитрусовых, в бобовых, в хлебе из муки грубого помола, дрожжах, печени, входит в состав мёда, а также синтезируется в организме кишечной микрофлорой |
| B12                       | Цианокобаламин                         | Дезоксиаденозилметил кобаламин (трансфераз, лиаз, изомераз) | | Содержится исключительно в продуктах животного происхождения, н-р.: печень, яичный желток, кисломолочные продукты |

## Не считаются витаминами
| Список витаминоподобных веществ группы B | Список витаминоподобных веществ группы B                                        | Список витаминоподобных веществ группы B | Список витаминоподобных веществ группы B |
| Буквенное обозначение                    | Название                                                                        | Функции                                  | Пищевые источники |
| ---------------------------------------- | ------------------------------------------------------------------------------- | ---------------------------------------- | --- |
| B4                                       | Аденин Холин                                                                    |                                          | Наиболее высокое содержание холина обнаруживается в мякотных субпродуктах (мозги, печень, почки, сердце, лёгкое) и в яичном желтке. Меньшие его количества обнаруживаются в мясе, злаках, овощах, фруктах и в молочных продуктах.                                                |
| B8                                       | Инозитол                                                                        |                                          | Большое содержание инозитола (B8) содержится в орехах, бобовых, цитрусах, кунжутное масло, пивные дрожжи, изюм, капуста, лук, морковь, зеленый горошек, пшеничные отруби, неочищенный рис, дыня, ежевика, крыжовник, субпродукты животного происхождения (почки, печень, сердце) |
| B10, H1                                  | Парааминобензойная кислота                                                      |                                          | |
| B11 или BT                               | Левокарнитин (L-карнитин)                                                       |                                          | Основными пищевыми источниками карнитина являются: мясо, рыба, птица, молоко, сыр, творог. Его название происходит от латинского «сarnis» (родительный падеж слова «caro» — мясо)                                                                                                |
| B14                                      | Пирролохинолинхинон, также пирролохинолин хинон, PQQ (pyrroloquinoline quinone) |                                          | Широко распространён в тканях растений и животных. |